# Nova Petrópolis
Nova Petrópolis é um município do estado do Rio Grande do Sul, no Brasil. Localiza-se a uma latitude 29º22'33" Sul e a uma longitude 51º06'43" Oeste, estando a uma altitude que varia de 50 a 840 metros. Possui uma área de 291,079 km².

## História
Localizada na Serra Gaúcha, o povoado de Nova Petrópolis foi fundado em 7 de setembro de 1858 por imigrantes alemães oriundos da Pomerânia, Saxônia, Boêmia e do Hunsrück, dos quais descendem a maioria dos seus habitantes. Tinha, originalmente, 35 000 hectares e, em 1866, contava com 991 habitantes. Em 1912, com 8 500.

## Geografia

### Demografia
Sua população, conforme estimativas do IBGE de 2021, era de 21 717 habitantes, gerando uma densidade populacional de 65,38 habitantes por quilômetro quadrado.

### Clima
Nova Petrópolis está na zona climática Cfb, possuindo um clima temperado oceânico úmido com precipitações constantes ao longo do ano e é classificado como do tipo Cfb, que segundo a classificação climática de Köppen-Geiger, que determina que quando a média do mês mais quente estiver abaixo dos 22 °C o radical "Cf" recebe um "b" no final, determinando assim verões temperados ou mornos na região. No verão possui temperaturas amenas, em torno de 21.5 °C, segundo a Somar Meteorologia, com alguns dias mais quentes, mas com noites sempre agradáveis e moderadas pelo ar das montanhas e dos bosques. Os invernos podem ser rigorosos com temperaturas abaixo de 0 °C, com fortes geadas e nevadas ocasionais.
| Gráfico climático para Nova Petrópolis, Rio Grande do Sul         | Gráfico climático para Nova Petrópolis, Rio Grande do Sul | Gráfico climático para Nova Petrópolis, Rio Grande do Sul | Gráfico climático para Nova Petrópolis, Rio Grande do Sul | Gráfico climático para Nova Petrópolis, Rio Grande do Sul | Gráfico climático para Nova Petrópolis, Rio Grande do Sul | Gráfico climático para Nova Petrópolis, Rio Grande do Sul | Gráfico climático para Nova Petrópolis, Rio Grande do Sul | Gráfico climático para Nova Petrópolis, Rio Grande do Sul | Gráfico climático para Nova Petrópolis, Rio Grande do Sul | Gráfico climático para Nova Petrópolis, Rio Grande do Sul | Gráfico climático para Nova Petrópolis, Rio Grande do Sul |
| ----------------------------------------------------------------- | --------------------------------------------------------- | --------------------------------------------------------- | --------------------------------------------------------- | --------------------------------------------------------- | --------------------------------------------------------- | --------------------------------------------------------- | --------------------------------------------------------- | --------------------------------------------------------- | --------------------------------------------------------- | --------------------------------------------------------- | --------------------------------------------------------- |
| J                                                                 | F                                                         | M                                                         | A                                                         | M                                                         | J                                                         | J                                                         | A                                                         | S                                                         | O                                                         | N                                                         | D                                                         |
| 157 26 17                                                         | 152 25 18                                                 | 193 25 16                                                 | 144 22 13                                                 | 151 20 11                                                 | 169 17 9                                                  | 148 18 9                                                  | 137 19 10                                                 | 175 20 11                                                 | 162 22 12                                                 | 115 24 14                                                 | 141 26 16                                                 |
| Temperaturas em °C • Precipitações em mmFonte: Somar Meteorologia |                                                           |                                                           |                                                           |                                                           |                                                           |                                                           |                                                           |                                                           |                                                           |                                                           |                                                           |

## Filhos ilustres
- Ver Biografias de nova-petropolitanos notórios